# East African Railways and Harbours Corporation
L'East african railways and harbours corporation (EAR) était une compagnie ferroviaire chargée d'exploiter les réseaux des anciennes colonies britanniques du Kenya, de l'Ouganda et du Tanganyika (actuelle Tanzanie) qui présentaient tous la particularité d'être établis à l'écartement métrique de 1 000 mm.

## Historique du réseau
L'East african railways and harbours administration est créé le premier mai 1948 par fusion du Kenya and Uganda railway and harbour (KUR) et du Tanganyika railways (TR). D'importants travaux de voie sont entrepris sur la ligne principale pour rectifier le tracé, principalement entre Nairobi et Kikuyu. La nouvelle société va mener à bien la construction de deux lignes nouvelles :
Le Southern province railway (Masasi et Nachingwea au port de Mtwara), avant tout destiné à l'exportation de l'arachide. L'échec retentissant de cette nouvelle culture intensive entraîne la fermeture rapide de la ligne.
La ligne de jonction de Mnyusi à Ruva, longue de 187 kilomètres, permet de connecter tous les chemins de fer de l'est africain. Elle est inaugurée en 1963. Peu après leurs indépendances, au début des années 1960, les trois nouveaux états signent un traité de coopération est africaine leur permettant de mettre en commun les principaux instruments de leurs économies : 5 893 kilomètres de voies ferrées, 5 102 kilomètres de services routiers, 2 330 kilomètres de lignes de navigation, ainsi que les services de manutention portuaire, les lignes aériennes, les services postaux et une chaîne hôtelière. Les ateliers principaux sont installés à Dar es Salam et à Nairobi. En 1966, deux nouveaux ferrys (les Uhuru et Umoja sont mis en service sur le lac Victoria entre Kisumu, Musoma, Mwanza et Jinja.

## La rupture
Le premier juin 1969 les statuts de la compagnie sont modifiés avec séparation des services navals et ferroviaires. L'EAR devient l'East african railways corporation, et elle reste l'une des plus puissantes entreprises industrielles d'Afrique orientale. Mais la situation se détériore rapidement. L'augmentation continue du trafic marchandise et l'indisponibilité de nombreuses locomotives diesel (due au manque de pièces de rechange) conduit l'EAR à suspendre provisoirement l'ensemble des services voyageurs à compter du 12 février 1975. Seuls quelques trains de desserte locale circulent encore.
La situation se dégrade également entre les trois États partenaires dont les options politiques sont peu à peu devenues complètement divergentes. La tension est très vive entre la Tanzanie et le Kenya, qui s'accusent mutuellement d'accaparer le matériel de la communauté. Courant 1976, le matériel et les charges sont répartis entre les trois pays qui ont désormais toute liberté de passer des commandes au titre de leur propre parc. Le 11 février 1977 l'East african railways corporation est officiellement dissout. Il donne naissance à trois administrations distinctes :
- La Kenya Railways Corporation le 20 janvier 1978
- La Tanzania Railways Corporation le 27 juillet 1977
- L'Uganda railways corporation

## Le matériel
Au 1er janvier 1975, l'EAR disposait de 238 locomotives à vapeur, 190 locomotives et locotracteurs diesel, 824 voitures et 10622 wagons.

### Locomotives à vapeur
| Type     | Classe | N° EAR      | Constructeur   | Type usine | N° usine          | Année | Poids | Notes                   |
| 132 T    | 10     | 1001 à 1005 | Nasmyth-Wilson | ?          | 1009 à 1013       | 1913  |       | Ex KUR EE 391 à 395     |
| 132 T    | 10     | 1006 à 1008 | Nasmith-Wilson | ?          | 1041 à 1043       | 1913  |       | Ex KUR EE 396 à 398     |
| 131 T    | 11     | 1101 à 1102 | Vulcan Foundry | ?          | 4079 à 4080       | 1927  |       | Ex TR ST 103 à 104      |
| 131 T    | 11     | 1103        | Bagnall        | ?          | 2377              | 1929  |       | Ex TR ST 105            |
| 131 T    | 11     | 1104        | Hunslet        | ?          | 1671              | 1930  |       | Ex TR ST 106            |
| 131 T    | 11     | 1105 à 1110 | Vulcan Foundry | ?          | 3886 à 3891       | 1926  |       | Ex KUR ED1 310 à 315    |
| 131 T    | 11     | 1111 à 1125 | Vulcan Foundry | ?          | 3917 à 3931       | 1927  |       | ex KUR ED1 316 à 330    |
| 131 T    | 11     | 1126 à 1127 | Hunslet        | ?          | 1655 à 1656       | 1930  |       | ex KUR ED1 331 à 332    |
| 131 T    | 11     | 1128 à 1131 | Vulcan Foundry | ?          | 4490 à 4493       | 1930  |       | ex KUR ED1 333 à 336    |
| 131 T    | 12     | 1201 à 1202 | Bagnall        | ?          | 2901 à 2902       | 1950  |       | Commandées TR 150 à 151 |
| 241 T    | 13     | 1301 à 1318 | North British  | ?          | 27060 à 27077     | 1952  |       | Reconstruites en 242 T  |
| 230      | 20     | 2001 à 2004 | ALM            | ?          | 282, 288 294, 304 | 1926  |       | Ex TR BB 270 à 273      |
| 241+142T | 50     | 5001 à 5006 | Beyer-Peacock  |            | 6429 à 6434       | 1927  |       | ex KUR EC1 45 à 50      |
| 241+142T | 50     | 5007        | Beyer-Peacock  | ?          | 6436              | 1927  |       | ex KUR EC1 52           |
| 241+142T | 50     | 5008 à 5010 | Beyer-Peacock  | ?          | 6438 à 6440       | 1927  |       | Ex KUR EC1 54 à 56      |
| 241+142T | 50     | 5011 à 5018 | Beyer-Peacock  | ?          | 6516 à 6523       | 1927  |       | ex KUR EC1 57 à 64      |
| 241+142T | 51     | 5101 à 5102 | Beyer-Peacock  | ?          | 6637 à 6638       | 1930  |       | ex KUR EC1 65 à 66      |

### Locomotives diesel
| Type    | classe | N° EAR      | Constructeur                    | Type usine | N° usine                  | Année | Puissance | Notes |
| 030 DH  | 35     | 3501 à 3515 | Hunslet-Barclay                 | 8 RPHL     | 563 à 577                 | 1972  | 302 ch.   |       |
| BB D    | 61     | 6101 à 6110 | Henschel                        | ?          | 31651 à 31660             | 1972  | 1000 ch.  |       |
| 1CC1 DE | 88     | 8801 à 8820 | MLW                             | MX 620 EA  | 6049-1 à 6049.20          | 1971  | 2400 ch.  |       |
| 1CC1 DE | 90     | 9001 à 9010 | RSH English Electric            |            | 8110 à 8119 2943 à 2952   | 1960  | 1500 ch.  |       |
| 1CC1 DE | 90     | 9011 à 9024 | Vulcan Foundry English Electric |            | D 883 à D 896 3425 à 3438 | 1964  | 1500 ch.  |       |
| 1CC1 DE | 90     | 9025 à 9036 | Vulcan Foundry English Electric |            | D 1104 à 1115 3746 à 3757 | 1966  | 1500 ch.  |       |
| 1CC1 DE | 90     | 9037 à 9044 | Vulcan Foundry English Electric |            | D 1218 à 1225 3832 à 3839 | 1969  | 1500 ch.  |       |